# Aartsbisdom Seattle
Het aartsbisdom Seattle (Latijn: Archidioecesis Seattlensis) is een rooms-katholiek aartsbisdom met als zetel Seattle, in de Amerikaanse staat Washington. De aartsbisschop van Seattle is metropoliet van de kerkprovincie Seattle, waartoe ook de volgende suffragane bisdommen behoren:
- Spokane
- Yakima

## Geschiedenis
Het aartsbisdom werd opgericht op 31 mei 1850, als het bisdom Nesqually, uit delen van het aartsbisdom Oregon City. Op 11 september 1907 veranderde het van naam naar bisdom Seattle. Op 23 juni 1951 werd het verheven tot metropolitaan aartsbisdom. 
Het aartsbisdom verkreeg gebied bij de opheffing van het bisdom Walla Walla. Het verloor gebied bij de oprichting van de bisdommen Spokane (1913) en Yakima (1951).

## Parochies
Het aartsbisdom had in 2022 een oppervlakte van 64.269 km2 en telde 6.117.925 inwoners waarvan 14,7% rooms-katholiek was.

## Ordinarii

### Bisschoppen
- Augustin-Magloire-Alexandre Blanchet (31 mei 1850 - 14 juli 1879)
- Egidius Jünger (6 augustus 1879 - 26 december 1895)
- Edward John O’Dea (13 juni 1896 - 25 december 1932)
- Gerald Shaughnessy (1 juli 1933 - 18 mei 1950)

### Aartsbisschoppen
- Thomas Arthur Connolly (bisschop: 18 mei 1950, aartsbisschop: 23 juni 1951 - 13 februari 1975; coadjutor sinds 28 februari 1948)
  - Thomas Edward Gill (hulpbisschop: 11 april 1956 - 11 november 1973)
- Raymond Gerhardt Hunthausen (13 februari 1975 - 21 augustus 1991)
  - Nicolas Eugene Walsh (hulpbisschop: 10 augustus 1976 - 6 september 1983)
  - Donald William Wuerl (hulpbisschop: 30 november 1985 - 26 mei 1987; kardinaal in 2010)
- Thomas Joseph Murphy (21 augustus 1991 - 26 juni 1997; coadjutor sinds 26 mei 1987)
- Alexander Joseph Brunett (28 oktober 1997 - 16 september 2010)
  - George Leo Thomas (hulpbisschop: 19 november 1999 - 23 maart 2004)
  - Joseph Jude Tyson (hulpbisschop: 12 mei 2005 - 12 april 2011)
  - Eusebio de la Luz Elizondo Almaguer (hulpbisschop: 12 mei 2005 - heden)
- James Peter Sartain (16 september 2010 - 3 september 2019)
  - Daniel Henry Mueggenborg (hulpbisschop: 6 april 2017 - 20 juli 2021)
- Paul Dennis Etienne (3 september 2019 - heden; coadjutor sinds 29 april 2019)
  - Franklin Raymond Schuster (hulpbisschop: 8 maart 2022 - heden)

## Galerij van afbeeldingen

Wapen van het aartsbisdom
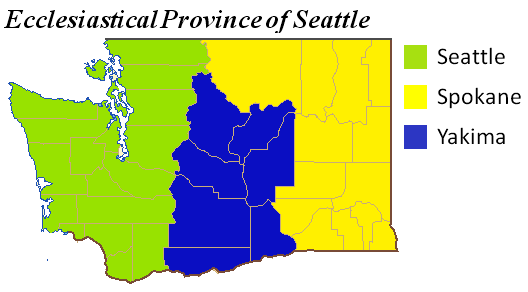
Kerkprovincie met aartsbisdom en suffragane bisdommen
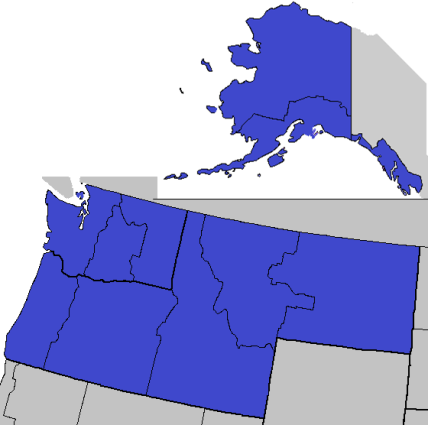
Regio XII van de Amerikaanse bisschoppenconferentie
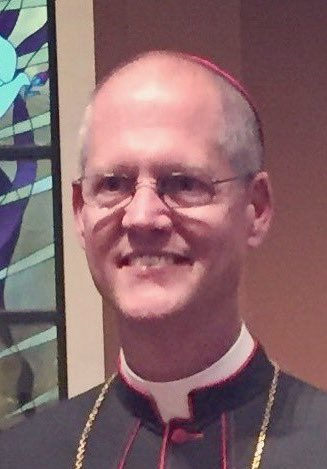
Aartsbisschop Paul Dennis Etienne (2019-heden)

Seattle (aartsbisdom) · Spokane · Yakima